# محلات رشت
رشت در دوره قاجاراز چند محله اصلی تشکیل می‌شد که عبارت بودند از:
1. استادسرا: شامل ناحیه صالح آباد و بیجارکن میشد. تعدادی از خانه های اعیان نشین شهر در این منطقه قرار داشت.
2. بازار:شامل میدان‌های بزرگ و کوچک و کاروانسراهای متعدد سنتی و ناحیه آفخرا (آقا فخرا) و جیرکوچه (زیرکوچه) یا حسن‌آباد و نیز چلاخانه (چله خانه) بود. خانه حاج آقا میر بحرالعلوم نماینده رشت در دوره نخست مجلس شورای ملی در این محل قرار داشت.
3. صیقلان:شامل ناحیه صیقلان و سرخه بنده (سرخ بنده) بود، که خاندان بزرگ تحویلداری از دوران سلطنت قاجار در محله قدیمی صیقلان (سرخبنده) ساکن بودند. از افراد نام آشنای این خاندان می‌توان به افراد ذیل اشاره کرد: رضا خان تحویلداری صحٌت السلطنه، دکتر نورالله تحویلداری، سعید تحویلداری
4. خمیران زاهدان: شامل ناحیه شیخ زاهد و میان تکیه بود.
5. خمیران کیاب: شامل ناحیه خمیران کیاب و آقا سید ابوالقاسم و بالا محله، باغ محتشم، مسیو و...  بود. تعدادی از مهاجرین ترک در این محله سکونت داشتند.
6. کیاب: شامل ناحیه کیاب، چمارسرا، کرف آباد، سبزه میدان و بیستون می‌شد و در دوره قاجار ادارات دولتی نظیر دارالحکومه، توپخانه و تلگرافخانه و نیز خانه‌های تعدادی از اعیان و تجار معتبر در این محله واقع بود. از جمله خانه‌های طایفه حاج محمد خانی، اولاد میرزا عبدالوهاب مستوفی، محمدحسن میرزا قاجار (معروف به شازده رشتی)، حاجی داود ارباب و کنسول انگلیس در رشت.
7. خمیران زاهدان: اصلی‌ترین محله رشت بود و شامل حاجی‌آباد، بادی الله (بدیع‌الله)، ساغری سازان، دانشسرا، خواهر امام، سوخته تکیه، سومابیجار (صومعه بیجار)، زرجوب، یهودی تپه، کردمحله، جیرباغ، باغ شاه و نصیرآباد می‌شد و در دوره قاجار مقر کارگزاری گیلان (نمایندگی وزارت خارجه در گیلان) در همین محله و در جایی که قرق کارگزاری خوانده می‌شد واقع بود و بسیاری از اعیان و معاریف شهر در این محل ساکن بودند.
8. سعدی:خیابان اصلی سازمان‌ها ادارات و طبیب خانه رشن بوده که در ورودی این خیابان استانداری، خانه جوانان و هتل ایران و پست خانه و طبیب خانه بوده و قدیمی‌ترین مدرسه ارامنه و کلیسا، کارخانه آرد کوبی که بزرگ‌ترین کارخانه آرد کوبی در استان در این خیابان می‌باشد. بازار روز، باقرآباد، کوی فلاحتی، کوی مرادیان، کوی میخچی، پیچ سعدی، بوسار، از خیابان‌ها و محلات زیر مجموعه این خیابان نیز می‌باشد. خیابان سعدی به صورت رسمی خیابان بوده و پیچ سعدی از استراژیک‌ترین خیابان‌های شهر بوده زیرا به تمام مسیرهای بالا دسترسی راحت و کامل داشته‌است.
9. محله کسبخ، ورودی کسبخ از شرکت نفت و سازمان آب برق بلوار امام علی شروع می‌شود و به خروجی‌های مانند بلوار مدرس میدان امام حسین و جاده لاهیجان و جاده سنگر ختم می‌شود که این مسئله باعث مهم بودن این جاده در عصر اخیر شده‌است.

## از جمله خانه‌های افراد ذیل در این محل واقع بودند
ایت الله شیخ زاهد خمیرانی-حاج شیخ محمد صیقلانی تحویلداری امین دیوان لاهیجی -خانه شبان - اکبر خان بیگلربیگی، صادق خان اکبر سردار معتمد، فتح‌الله خان اکبر سردار منصور و دیگر وابستگان خاندان اکبر - میرزا موسی نایب رشتی، میرزا زکی نایب، میرزا نصیر طایفه (حاجی حاکم) و سایر وابستگان خاندان سمیعی - مینایی بزرگ-حاج ملا رفیع شریعتمدار و بستگانش - حاج ملا محمد خمامی - حاجی محمدحسن معین التجار- حاج ابوالحسن ملک التجار - قونسول روس در رشت و نیز خانه «جمهوری فرنگی».

## محلات رشت در روزگار ما
امروزه نقاط مختلف شهر با نام‌های زیر خوانده می‌شوند که بعضی از آن‌ها از آبادی‌های تابع رشت بودند که جزو محدوده شهر شده‌اند:
- کسبخ بلوار مدرس
- سیاه اسطلخ رشت، خیابان جهاد، انتهای شهرک فرهنگیان، که به زودی بزرگراهی که از فخب به عینک از آن می‌گذرد، منطقه‌ای توریستی با آب و هوای فوق العاده
- شهرک مروارید (معین رودخان)(ماهی رودخان) گلباغ نماز کوچه پیام انتهای پارس سوم
- دیانتی بعد از بلوار احمدزاده
- خیابان آیت اله رودباری(رشت) (ادامه خیابان لاکانی)
- شالکوه (قسمت بزرگی از رشت که مابین (لب آب)(بوسار)(آلمان پستک) ((تش) منطقه‌ای نزدیک فرودگاه میرزاکوچک خان رشت) قرار دارد.
- علی‌آباد (مسجد هاشمی)
- صالح آباد
- آب و برق
- جماران (خیابان شهید قربان‌زاده)(محله‌ایست مقابل خیابان ولیعصر (عج) و موازی با رودخانه گوهررود)
- زیرکوچه
- سرخه بنده (نزدیک لب آب است نزدیک پل پشت خیابان تختی)
- احمدیان
- پارک شهر
- لاکانی
- زرجوب (آب لب) در خیابان شریعتی
- سوخته تکیه (امروزه در خیابان استاد مطهری واقع است)
- حاجی‌آباد (از یک طرف به خیابان استاد مطهری و از سوی دیگر به خیابان امام خمینی (ره) متصل می‌باشد)
- بادی الله
- ارمنی بولاغ (گورستان ارامنه رشت در این محل واقع است)
- کردمحله
- باقرآباد
- ساغری سازان
- دانشسرا
- جیرباغ
- رودبارتان
- خمیران زاهدان
- دباغیان
- کوزه گران
- خمیران چهل تن
- چله خانه (آرامگاه دکتر ابراهیم حشمت از سران نهضت جنگل در صحن مسجد چله خانه واقع است)
- چمارسرا (بقعه دانای علی که زیارتگاه مورد توجه اهالی رشت است، در این محل واقع است)
- استادسرا
- پاسکیاب
- سرخه بنده
- آتشگاه (آتشگاه بیستون)
- صیقلان
- کیاب
- سبزه میدان (آرامگاه استاد ابراهیم پورداود در این محل واقع است)
- شهرداری
- معلم
- گلسار
- بوسار
- پیربازار
- فخب
- پل عراق
- سام
- نقره دشت
- استخر
- دو برادران (چهار برادران)
- خواهر امام ( خواریمام )
- رشتیان (رشت)
- سلیمان داراب
- تازه آباد
- منظریه رشت
- احمد گوراب
- جاده لاکان
- پل طالشان
- آفخرا (آقا فخرا)
- آج بیشه (حاجی بیشه)
- شهرک قدس
- سنگ سازی
- استقامت
- حمیدیان
- پسیخان
- پارس گاز
- پیرکلاچاه
- دارسازی (داروسازی)
- پاکت سازی
- آب آسیاب یک محله قدیمی واقع در بلوار امام علی که تا ابتدای جاده سنگر و مدرسه سمیه سابق ادامه دارد.
- توتدار یک محله قدیمی در بلوار امام علی که امروزه کوی زمان نامیده می‌شود.